# کرفس (سرده)
جنس کرفس (Apium) سرده‌ای علفی از چتریان (کرفسیان) با حدود بیست گونه است که معروف‌ترین آنها کرفس (A. graveolens) است؛ گیاهان این سرده بومی ناحیه مدیترانه و خاورمیانه هستند که یونانیهای باستان و رومیها به‌عنوان طعم‌دهنده و چینیهای باستان به‌عنوان دارو از آن استفاده می‌کردند؛ کرفس با دمبرگ‌های درشت و آبدار و گوشتی و ایستاده از اواخر سده هجده میلادی گسترش پیدا کرده است.